# James Ingram
James Edward Ingram, född 16 februari 1952 i Akron, Ohio, död 29 januari 2019 i Los Angeles, Kalifornien, var en amerikansk soul- och RnB-sångare, låtskrivare och skivproducent. Ingram kom att belönas med två Grammy Awards samt oscarsnominerades två gånger för bästa sång. 
Efter att han inlett sin karriär 1973, placerade Ingram åtta topp 40-hits på Billboard Hot 100 från början av 1980-talet till början av 1990-talet, samt tretton topp 40-hits på Hot R&B/Hip-Hop-listan. Han hade även två förstaplaceringar på Hot 100: den första, en duett med R&B-artisten Patti Austin, "Baby, Come to Me", som toppade den amerikanska poplistan 1983; hans andra nummer ett blev "I Don't Have the Heart" 1990, hans enda som soloartist.
Mellan dessa hits spelade han även in låten "Somewhere Out There" med Linda Ronstadt till den animerade filmen Resan till Amerika, låten och musikvideon blev båda hits. Ingram var med och skrev "The Day I Fall in Love", till filmen Beethovens tvåa (1993), och sångerskan Patty Smyths "Look What Love Has Done", från filmen Junior (1994), för vilka han nominerades för bästa sång av Oscarsgalan, Golden Globes och Grammy Awards 1994 och 1995.

## Biografi
Ingram var först medlem i bandet Revelation Funk i sin hemstad Akron. 1973 flyttade han till Los Angeles i Kalifornien. Där blev han medlem i Ray Charles turnéband. Han spelade sedan keyboard i låtar för bland andra Shalamar och Leon Haywood. 1980 hörde Quincy Jones ett av Ingrams demoband och erbjöd honom att sjunga på hans album The Dude samma år. Quincy Jones och James Ingram skrev 1982 tillsammans låten "P.Y.T. (Pretty Young Thing)" till Michael Jackson på hans album Thriller. 
Ingram släppte sitt debutalbum 1983 och på låten "Yah Mo B There" medverkade Michael McDonald. Samma år gjorde Ingram också duetten "Baby come to me" tillsammans med Patti Austin. 1985 medverkade han i välgörenhetsprojektet "We Are the World".
1986 släppte Ingram sitt andra album Never felt so good och 1989 kom hans tredje album It's real. Samma år medverkade han också som en av sångarna på Quincy Jones album Back on the block. Andra sångare som medverkade på plattan var bland andra Barry White.
En annan hit av Ingrams största hits är "Somewhere Out There", som han framförde i duett med Linda Ronstadt 1986, och som i sin tur var ledmotiv till filmen Resan till Amerika (1986). Den skrevs av bland andra James Horner, och blev nominerad till en Oscar för bästa sång. 
James Ingram dog i sviterna av en hjärntumör den 29 januari 2019, två veckor innan han skulle fyllt 67.

## Diskografi

### Studioalbum
- 1983 It's Your Night
- 1986 Never Felt So Good
- 1989 It's Real
- 1993 Always You
- 2008 Stand

### Samlingsalbum
- 1991 Greatest Hits: The Power of Great Music
- 1999 Forever More (Love Songs, Hits & Duets)